# 阿尔贝特·巴塞曼

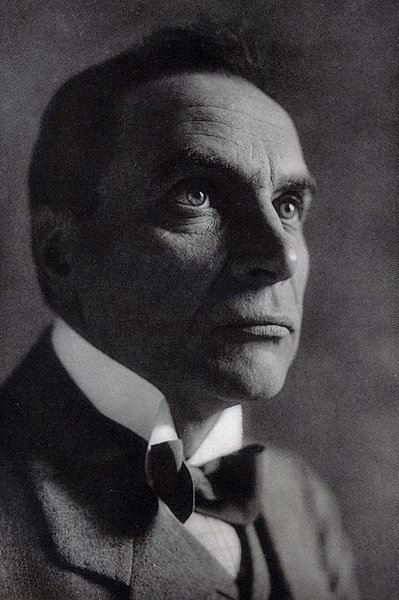
阿尔贝特·巴塞曼

阿尔贝特·巴塞曼（Albert Bassermann，1867年9月7日—1952年5月15日）是一位德国电影和戏剧演员。曾获颁伊夫兰戒指。巴塞曼的妻子是埃尔莎·巴塞曼，二人经常一起演出。他原本在卡尔斯鲁厄工业大学学习的是化学，1887年开始其演艺生涯。
他生于曼海姆。1887年开始登台演出。1895年起成为柏林德意志剧院的演员，在参加莎士比亚、席勒和歌德的戏剧的演出中开始崭露头角。1899年以后转而以演出易卜生的戏剧为主，声名越来越高，历久不衰。1933年因不满希特勒前往美国，在好莱坞当过电影演员。1946年回到欧洲，同自己的剧团一起作巡回演出。所主演的戏剧中，最有名的是易卜生的《群鬼》和席勒的《威廉·退尔》。